# IC 4305
IC 4305 је елиптична галаксија у сазвјежђу Ловачки пси која се налази на листи објеката дубоког неба у Индекс каталогу.
Деклинација објекта је + 33° 28' 28" а ректасцензија 13h 35m 58,3s. Привидна величина (магнитуда) објекта IC 4305 износи 14,0 а фотографска магнитуда 15,0. IC 4305 је још познат и под ознакама MCG 6-30-54, CGCG 190-33, PGC 47981.